# Religion en Allemagne
Religions en Allemagne (2023)
- Irréligion, athéisme ou agnosticisme (46 %)
- Église catholique (24 %)
- Église protestante (22 %)
- Islam (4 %)
- Autres religions (4 %)

Voir aussi
La religion en Allemagne est autorisée par la Loi fondamentale de la République fédérale d'Allemagne du 24 mai 1949. Depuis la République de Weimar (1919-1933), l'Allemagne, qui n'a pas de religions d'État officielles, renforce la liberté de culte et garantit la neutralité de l'État vis-à-vis des différentes religions et autres courants convictionnels constitués. Cependant, les religions et courants convictionnels reconnus ont un partenariat avec l'État qui, les finançant, ne connaît pas la laïcité. Chaque Allemand doit ainsi déclarer son appartenance officielle à une Église ou autre communauté religieuse ou convictionnelle de droit public, une dime étant prélevée au bénéfice de celle-ci. Environ deux tiers des Allemands ont ainsi été baptisés. Les organisations d'action sociale que sont Caritas (catholique) et la Diaconie (protestante) sont le deuxième employeur après l'État, et bénéficient d'un statut d'autonomie large, notamment envers le droit du travail mais aussi les droits fondamentaux.

## Répartition socio-démographique des religions
Le paysage religieux de l'Allemagne s'est fixé à l'époque du Saint-Empire, aux XVIe et XVIIe siècles, par la Réforme protestante, la Contre-Réforme catholique et l'application du principe Cujus regio, ejus religio (chaque État princier adopte la religion de son prince). Les traités de Westphalie ont permis de stabiliser les religions État par État.
Ainsi se découpe une carte des religions dans laquelle le nord-est de l'Allemagne est fortement protestant, tandis que le sud-ouest est majoritairement catholique. Les deux tiers des Allemands sont chrétiens, au sens où ils ont été baptisés. Jusqu'à la Seconde Guerre mondiale (avant la RDA), les deux tiers des Allemands étaient protestants.
En 2023, près de la moitié (46.2 %) de la population allemande se déclare sans religion (39,1 millions). À cette date, l'Allemagne compte 48,4 % de chrétiens déclarés dont 24 % de catholiques (20,3 millions), 21,9 % de protestants appartenant à l'Église protestante en Allemagne (18,6 millions), et environ 2,5 % d'autres courants chrétiens. Enfin, ce recensement compte 3,8 % de musulmans (3,2 millions). Ces chiffres sont cependant difficiles à comparer avec ceux d'autres pays, puisqu'ils se réfèrent à l'appartenance officielle (sauf pour les musulmans) ; ainsi, selon un sondage de 2002, 25,5 % des « protestants » et 8,8 % des « catholiques » étaient en fait athées (contre 64,8 % des personnes sans confession officielle), alors que seuls 23,3 % des sondés « protestants » et 35,5 % des sondés « catholiques » déclaraient croire en un Dieu personnel (ainsi que 4,3 % des sondés sans confession officielle).

## L'organisation politique de la vie religieuse
La loi fondamentale de 1949 établit la liberté de culte et la neutralité de l'État envers les religions, mais pas la laïcité. Il n'existe donc pas de religion d'État en Allemagne mais des partenariats entre Églises et État. Celui-ci peut, par exemple, aider au financement d'établissements d'enseignement gérés par des Églises.

### L'impôt sur la religion
L'appartenance officielle de tout résident allemand à une religion reconnue en droit public est portée au registre de population et signalée par celui-ci au service des impôts, environ 8 % de l'impôt sur le revenu étant attribués à l'Église (ou autre communauté) à laquelle il appartient. Est dite catholique, protestante etc. toute personne étant baptisée dans l'Église concernée ou y ayant adhéré par un acte de conversion ou de réintégration sans en être sortie dans les formes légalement prévues (Kirchenaustritt), par une déclaration qui est ensuite communiquée à l'Église (ou autre communauté) en question et en général mentionnée au registre de baptême, opération elle-même payante dans la plupart des régions (entre 12 et 75 euros). L’impot est d'environ 500 euros pour 40 000 euros de revenu annuel. L'État le prélève à la source mais facture aux Églises les frais de leur recouvrement.
Enfin, le consistoire juif reçoit une aide de l'État (notamment pour l'intégration de nombreux immigrés venant de l'ancienne Union soviétique), mais aucune organisation musulmane, religion d'implantation récente, ne recueille d'impôt sur ses ouailles,.

### L'autonomie des communautés religieuses ainsi que de leurs organisations d'action sociale, deuxième employeur après l'État
L'art. 140 de la loi fondamentale reprend les articles de la Constitution de Weimar relatifs aux rapports entre l'État et les cultes, dont l'art. 137 qui permet « aux sociétés religieuses » [Religionsgesellschaft, voir Körperschaftsstatus (de)], à savoir en premier lieu les Églises catholique et protestante, de se constituer en « corporation » ou collectivité de droit public. Les corporations religieuses et convictionnelles (de droit public comme de droit privé) jouissent également de la garantie constitutionnelle de pouvoir organiser des activités (comme l'enseignement, l'éducation, l'aide sociale, la santé publique, etc.) de manière parfaitement autonome (« selbstständig ») ». Cette autonomie est très large, puisqu'elle permet à celles-ci de déroger très largement à la loi sur l'organisation des entreprises (« Betriebsverfassungsgesetz (de) ») celle sur les discriminations (« Allgemeines Gleichbehandlungsgesetz (de) ») et aux droits syndicaux et de grève, tandis que des prescriptions religieuses peuvent s'appliquer strictement. Un médecin d'une clinique catholique a pu ainsi être licencié pour cause de remariage civil, ce qui a été validé par la Cour constitutionnelle allemande en octobre 2014.
Avec 1,3 million de salariés, la Caritas et la Diaconie sont ainsi les deuxièmes plus gros employeurs après l'État.
Payés grâce à l'impôt d'Église, les membres du clergé sont formés en majeure partie dans les universités publiques. Les Églises disposent cependant d'un droit de regard pour la désignation des professeurs de théologie.

### Les cours de religion
En vertu de l'article 7 de la loi fondamentale, les différentes Églises et autres communautés religieuses ont le droit d'obtenir l'organisation d'un cours de leur religion dans les écoles publiques en conformité avec les principes de la communauté concernée. Ces cours s'adressent aux élèves qui sont membres de l'Église ou autre communauté concernée, mais les parents (ou l'élève ayant atteint l'âge requis – en principe 14 ans) peuvent s'opposer à la fréquentation de ce cours. En pratique, le droit d'obtenir l'organisation d'un tel cours est limité par la nécessité de réunir un nombre suffisant d'élèves.
Le nombre croissant d'élèves de confession musulmane pose la question de leur accès à un cours de religion analogue à ceux des religions protestante et catholique. Les autorités étatiques se trouvent cependant confrontées à l'absence d'organisations suffisamment organisées et représentatives de la population musulmane qui pourraient déterminer les programmes et principes s'appliquant à un tel cours. Différentes solutions sont mises en place, telles qu'un cours facultatif neutre du fait religieux islamique organisé par l'État bavarois ou un cours confessionnel de religion islamique pour lequel les programmes, principes et qualifications d'enseignants sont déterminés par un conseil consultatif créé ad hoc en Rhénanie-du-Nord-Westphalie.
À Berlin et au Brandebourg, une association de libres-penseurs organise un cours de son courant philosophique (Humanistische Lebenskunde) dans des écoles publiques.

## Communautés religieuses

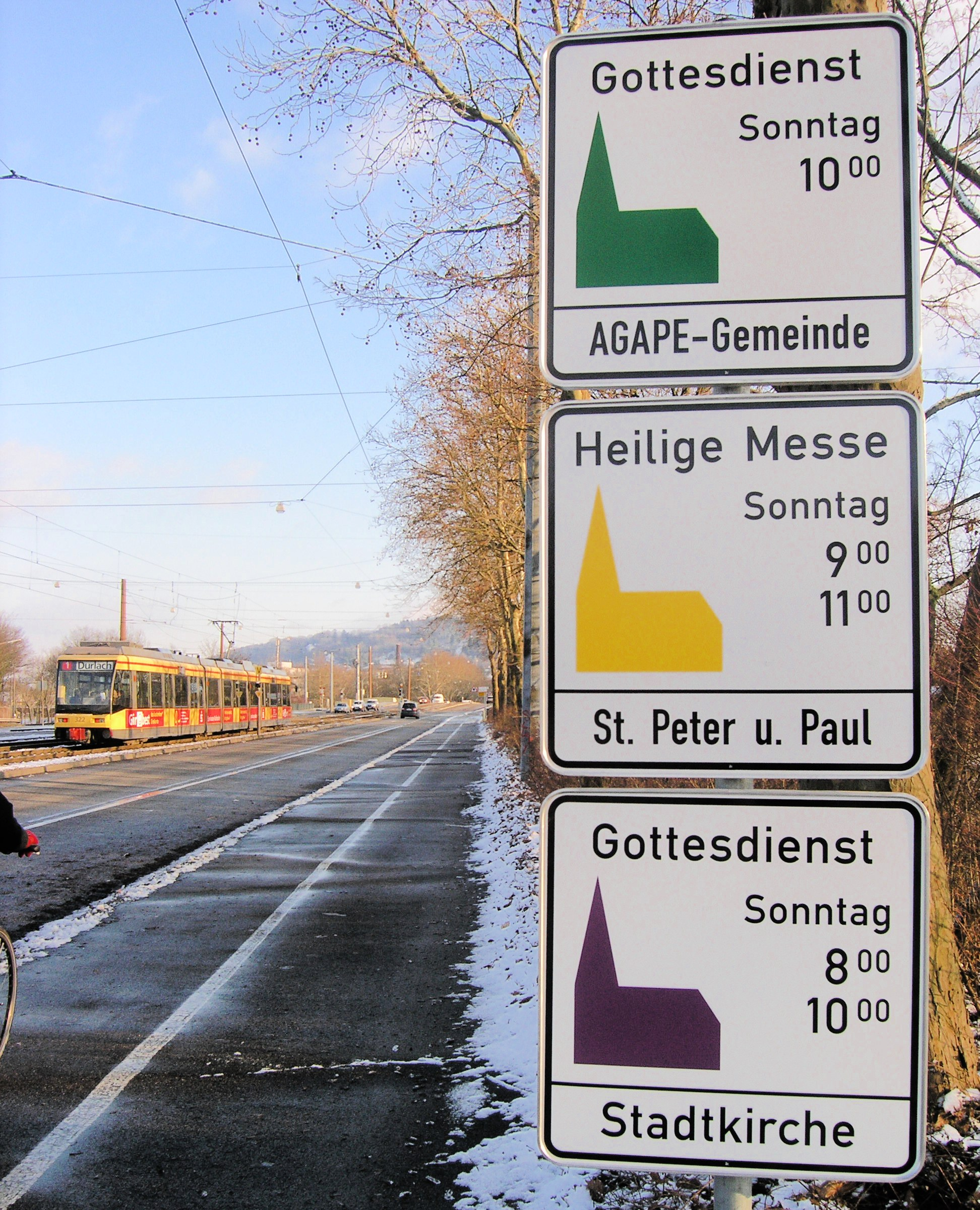
Des panneaux indiquent les cultes locaux.

### Les communautés chrétiennes

#### Catholique
En Allemagne, l'Église catholique romaine est organisée en sept archevêchés et vingt évêchés. Sa grande fierté est l'élection, le 19 avril 2005, d'un Allemand à la tête de l'Église catholique. L'ancien pape Benoît XVI, né Joseph Alois Ratzinger en 1927, est en effet Bavarois.

#### Protestantes
Les Églises luthériennes, réformées et unies se regroupent dans une communauté de 20 Églises régionales appelée Église protestante en Allemagne (Evangelische Kirche in Deutschland (EKD)). Chaque église conserve son autonomie mais des décisions collectives sont prises dans des collèges élus démocratiquement : synodes, conseils, conférences d’Église. Dans l’ancienne RDA, l’Église protestante a joué un rôle capital dans la contestation du régime communiste et sa chute en 1989. En effet, elle a accueilli en son sein non seulement des fidèles mais aussi, des activistes et d’autres gens, dégoûtés par le régime communiste et qui ont engagé ce qui a été appelé la révolution pacifique. Les prières pour la paix à l’église Saint-Nicolas, à Leipzig, ont été le germe des « manifestations du lundi » 25 septembre 1989. Cependant, l’Allemagne de l’Est (auparavant très largement protestante) a été profondément déchristianisée depuis la création de la RDA en 1949 et son régime athée communiste militant, qui s’attaqua ouvertement à la religion, ciblant tout particulièrement la jeunesse — cérémonie de la « Jugendweihe » au même âge que la confirmation protestante et censée la remplacer. La majorité de sa population se caractérise par sa non-affiliation, son indifférence religieuse et surtout son athéisme. La sécularisation touche aussi certaines villes de l’ouest. Ainsi, à Hambourg, une ville traditionnellement luthérienne, la majorité de la population est sans confession.
L’Église protestante luthérienne indépendante (Selbständige Evangelisch-Lutherische Kirche (SELK)) est une église luthérienne confessionnelle en Allemagne, mais pas membre de l’EKD.

### Le judaïsme allemand
Le nombre d'Allemands de confession juive avant l'avènement du nazisme était d'environ 530 000. Il est tombé à quelques milliers à la suite du génocide dont a été victime cette communauté. Actuellement, on dénombre environ 105 000 juifs vivant en Allemagne, avec de fortes communautés à Berlin, Munich et Francfort-sur-le-Main. La réunification de 1990 a permis aux communautés juives d'Allemagne de l'Est de se développer. Les communautés juives de l'ex-Allemagne de l'Est de Dresde et Leipzig peuvent de nouveau développer une vie communautaire active. À Leipzig, la communauté juive est passée de 40 membres en 1989 à 1 200 membres en 2007. Aujourd’hui la plupart des membres sont des migrants. L'Allemagne est le seul pays d'Europe où le nombre de juifs augmente, alors qu'il diminue partout ailleurs.
Le Conseil central des Juifs en Allemagne coordonne la vie des différentes communautés juives installées sur le sol allemand. Symbole du renouveau du judaïsme allemand, la plus grande synagogue d'Allemagne a rouvert ses portes le vendredi 31 août 2007 à Berlin, après plus de trois années de travaux de restauration.
La relation de L'État allemand avec sa communauté juive est très influencée par son passé récent (shoah). Celle-ci reçoit donc une aide particulière pour favoriser son développement. L'État contribue ainsi à hauteur de trois millions d'euros au budget du conseil central des juifs en Allemagne, entretient aussi les cimetières des communautés juives allemandes disparues et offre chaque année à l'État d'Israël plusieurs millions d'euros. Parmi les missions du Conseil central des Juifs en Allemagne, on trouve donc tout naturellement la promotion de la tolérance et de la lutte contre le racisme et l'antisémitisme.

### Les communautés musulmanes
Selon la Conférence allemande de l'Islam et une étude réalisée pour elle par l'Office fédéral des migrations, on estimait à plus de 4,1 millions de personnes le nombre des musulmans en Allemagne en 2009, soit 5 % de la population (81 100 000 d'habitants). Le nombre de pratiquants est cependant très faible. Le taux de participation des musulmans à la prière du vendredi ne dépasserait pas les 8,25 % même si 74 % d'entre eux disent se sentir liés à leur foi.
Selon l'étude précitée de l'Office fédéral des migrations, 74,1 % des musulmans (pratiquants ou non) seraient sunnites, 7,1 % chiites et 12,7 % alévis. Cette communauté provient en grande partie de l'immigration turque et pour une moindre part de musulmans de l'ancienne Yougoslavie. Selon les auteurs, il n'est néanmoins pas possible de chiffrer exactement le nombre des musulmans en Allemagne, car contrairement aux chrétiens, ils ne sont pas immatriculés dans un registre central.
Leur présence a entraîné la naissance d'un grand nombre d'organisations musulmanes qui gèrent les mosquées et s'occupent des affaires religieuses. Les quatre principales organisations musulmanes sont le conseil de l'islam (Islamrat), le conseil central des musulmans (ZMD), l'union turque islamique des affaires théologiques (Ditib) et l'association des centres culturels islamiques (VIKZ). Elles rassemblent 2 000 mosquées sur un total de 2 900. Elles se sont regroupées au sein d'un conseil de coordination (KRM) en avril 2007 mais il n'existe en fait aucune organisation nationale pour représenter l'ensemble des musulmans. D'autre part, contrairement aux Églises chrétiennes, aucune organisation musulmane ne recueille d'impôt sur ses ouailles,.
Ces dernières années, la construction de mosquées a augmenté. À côté de 2 300 salles de prière installées dans des locaux aménagés, il y avait en 2002, 77 mosquées classiques alors qu'il n'y en avait que 26 en 1996. 123 nouvelles mosquées seraient en construction ou à l'étude.
Dans un souci d'intégration, le gouvernement fédéral encourage le dialogue inter-religieux, soutient les organisations musulmanes favorables au dialogue et intègre celles-ci dans sa politique de lutte contre la violence et la xénophobie.
En décembre 2016, une enquête du Süddeutsche Zeitung révèle que les services secrets allemands (BfV) surveillent avec préoccupation le soutien apporté par les pays du Golfe (notamment l'Arabie saoudite, le Koweït et le Qatar) à plusieurs organisations salafistes en Allemagne. L'État se dit « très inquiet ». Le BfV avance le chiffre de 10 000 personnes impliquées en Allemagne dans le salafisme et sa diffusion. L'agence fédérale pointe du doigt également le risque de radicalisation des migrants, jugé « préoccupant »[réf. nécessaire].